# Socialisme Mediterrani
El Socialisme Mediterrani o Socialisme del sud d'Europa va ser el nom que es donà a una visió del socialisme apareguda després de Maig del 68 i adaptada al context de l'Europa Mediterrània. És un concepte anàleg al de Socialisme Nòrdic o Escandinau, si bé el Socialisme Mediterrani es diferencia de la resta de socialismes de l'Europa Occidental en que als països del sud la influència del comunisme era major, i per tant, els partits socialistes havien de col·laborar, o fins i tot en alguns casos, tenien menys suports que els partits eurocomunistes. Un dels primers actes definitoris dels socialistes mediterranis fou el Congrés d'Épinay del 1971, on el renovat PSF s'alinearia amb el PCF i els republicans amb un programa comú d'esquerra.
Els partits socialistes de Grècia, Portugal, Espanya, Itàlia i França tenien contextos ben diferents, per la qual cosa el Socialisme Mediterrani mai no tingué una política cohesionada, si bé es van voler ubicar en una postura intermèdia entre el socialisme europeu i el comunisme soviètic. En la proposta inicial, els socialistes estaven oberts a ajuntar-se amb els comunistes per a governar, i reivindicaven tradicions de l'esquerra com la llibertària.
Hi hagué un sector més esquerrà, proper al tercermundisme, que representats pel PSP i la FPS va formar part de la Conferència Socialista del Mediterrani, juntament amb el Socialisme Àrab. Amb la integració dels diferents partits al PSOE, Esquerra Socialista representaria esta tradició més esquerrana, si bé arran del referèndum de l'OTAN i la integració a la Unió Europea, el PSOE es desmarcaria de les postures dels no-alineats.
Durant la dècada dels 1980, diferents partits socialistes governarien a tots els països del sud d'Europa, amb programes moderats i allunyats de la socialdemocràcia, la qual cosa va ser considerada decebedora per a part de la seua base social, considerant-se que als anys 80 el socialisme mediterrani entra en una crisi d'identitat.